# يوجين دانيال
يوجين دانيال (بالإنجليزية: Eugene Daniel)‏ هو لاعب كرة قدم أمريكية أمريكي، ولد في 4 مايو 1961 في باتون روج في الولايات المتحدة.

## وصلات خارجية
- يوجين دانيال على موقع مرجع كرة القدم المحترفة.كوم (الإنجليزية)